# Zibreira
Zibreira est une freguesia portugaise située dans le District de Santarém.
Avec une superficie de 10,49 km2 et une population de 1 058 habitants (2001), la paroisse possède une densité de 100,9 hab/km2.